# Tsaregorodtsevite
La tsaregorodtsevite è un minerale e, in particolare, un feldspatoide appartenente al gruppo della sodalite.